# Avioane Craiova
Avioane Craiova S.A. es una compañía diseñadora y fabricante de productos aeronáuticos, con sede en Gherceşti, cerca de la ciudad de Craiova, Rumanía . Fue creada en el año 1972.

## Historia

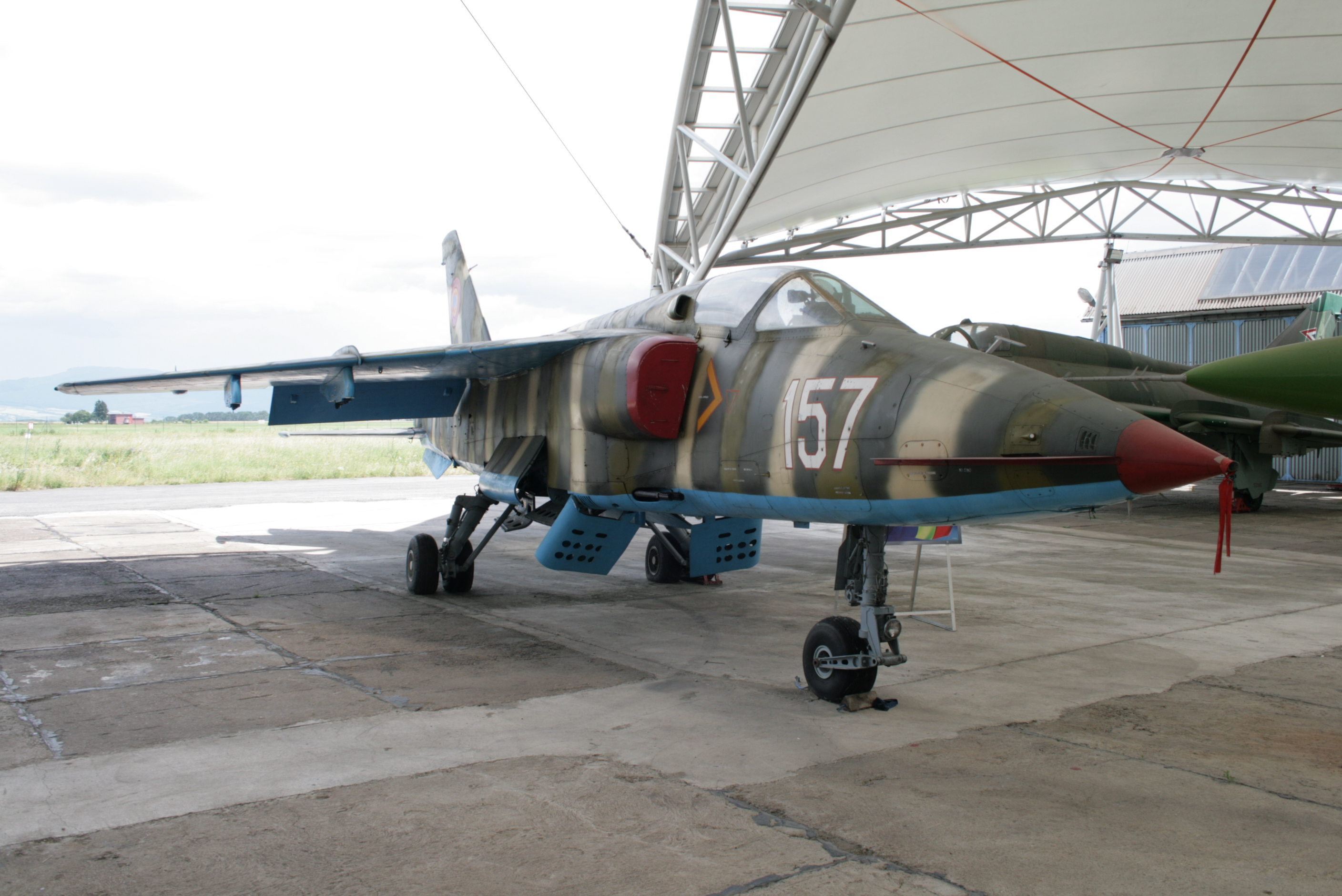
IAR-93 Vultur

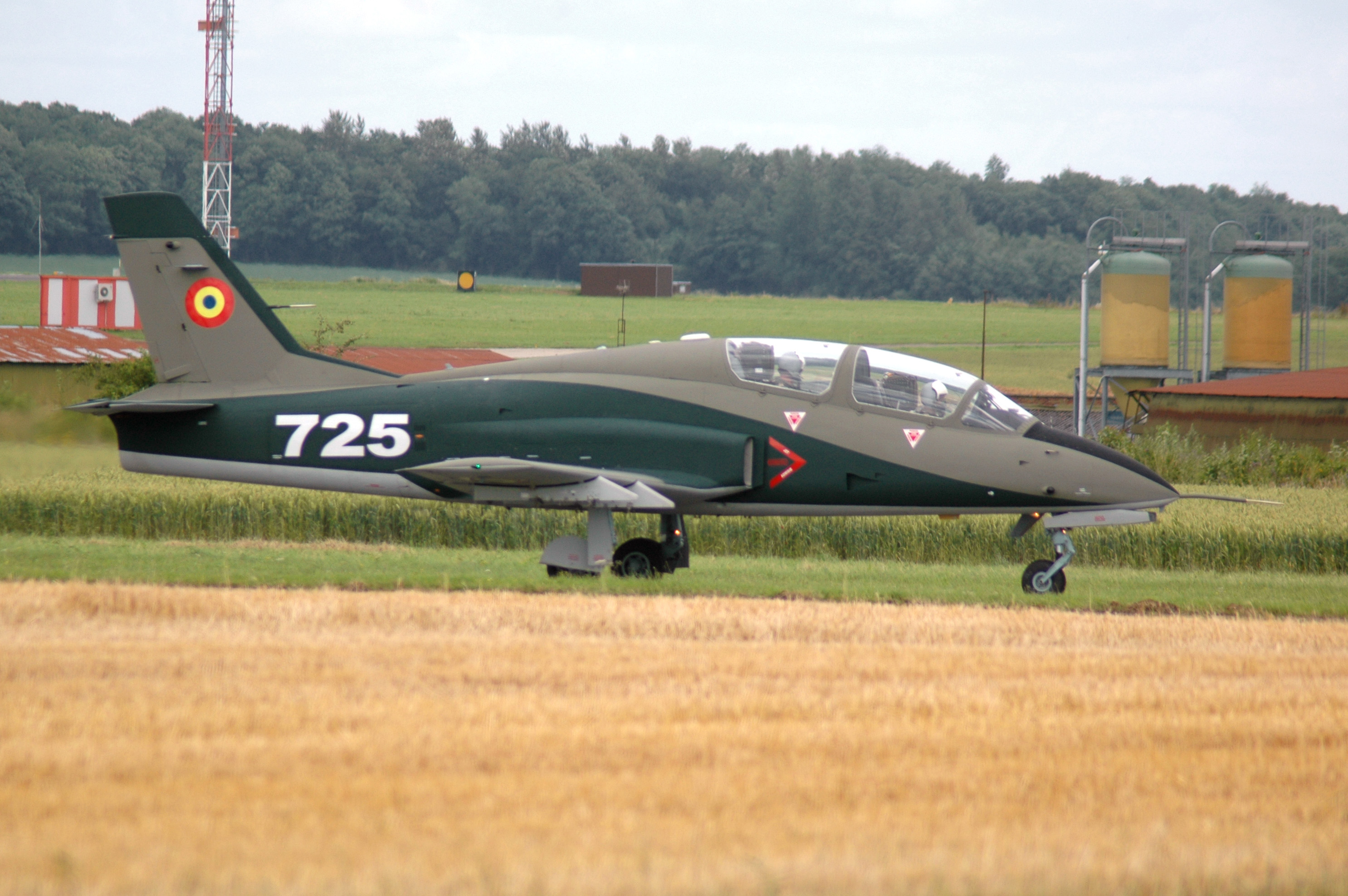
IAR-99 Şoim

Avioane Craiova fue creada en 1972 para desarrollar, fabricar y proveer de aeronaves militares a la Fuerza Aérea Rumana. La compañía empezó colaborando con la antigua empresa yugoslava SOKO y otras dos compañías rumanas, Aerostar Bacău y IAR Braşov para desarrollar el IAR-93 Vultur. Durante los años 80, se desarrolló el avión de entrenamiento IAR-99, que todavía sigue en producción tras una modernización realizada en colaboración con la empresa israelí Elbit Systems, el IAR-99 Şoim.

## Productos
- IAR-93 Vultur
- IAR-99 Standard
- IAR-99 Şoim

### Proyectos
- IAR 95
- IAR-109 Swift